# Xiao Zixian
Xiao Zixian (chino tradicional: 蕭子顯, chino simplificado: 萧子显, pinyin: Xiāo Zǐ Xiǎn , nombre de cortesía Jingyang -景陽-, formalmente Visconde Jiao de Ningdu -寧都驕子-489–537), escritor e historiador chino de la dinastía Qi del Sur y de la dinastía Liang., conocido por su Libro de Qi.

## Obras
- Libro de Qi (齐书)
- Libro de la dinastía Han posterior (后汉书)
- Jinshicao (晋史草)
- Putong Bei Fa Ji (普通北伐记)
- Gui Jian Zhuan (贵俭传)

## Familia
Su abuelo fue Xiao Daocheng (Emperador Gao de Qi del Sur), su padre fue Xiao Ni, Príncipe de Yuzhang.